# Amanda Horney
Hulda Amanda Horney, född 3 november 1857 i Klara församling i Stockholm, död 11 mars 1953 i Klara församling i Stockholm, var en av den svenska arbetarrörelsens kvinnliga pionjärer. Hon var mor till journalisten Nils Horney. 

## Biografi
Amanda Horney, vars far var möbelsnickare, föddes i Stockholm och fick börja arbeta redan som elvaåring. Hon arbetade på snickerifabrik som möbelpolererska, men det dröjde länge innan hon fick bli medlem i fackföreningen. Många fackföreningar inom de gamla hantverksyrkena såg som sin uppgift att skydda yrkesskickligheten och släppte inte in dem som hade mer okvalificerade arbetsuppgifter. 
Amanda Horney kom därför främst att engagera sig i kvinnorörelsen. Hon var en av initiativtagarna 1892 till Stockholms allmänna kvinnoklubb, den första socialdemokratiska kvinnoklubben i Stockholm. Hon var ordförande där 1892–1893, vice ordförande 1919–1922 och åter ordförande 1922–1923.
Åren 1907–1910 var hon ledamot av arbetsutskottet för Kvinnokonferensen, som var en föregångare till det socialdemokratiska kvinnoförbundet. Hon var också en av de relativt få socialdemokrater som var aktivt engagerade i Landsföreningen för kvinnans politiska rösträtt (LKPR); föreningen hade tillkommit som ett tvärpolitiskt initiativ men dominerades av borgerligt-liberala kvinnor. Åren 1920–1940 var hon också ledamot av fattigvårdsstyrelsen i Klara församling.
Amanda Horney var ogift men hade en son.